# Maurice Collis
Maurice Stewart Collis (10 janvier 1889 - 12 janvier 1973) est un écrivain irlandais, administrateur en Birmanie à l'époque du Raj britannique. Il a écrit sur l'Asie du Sud-Est, la Chine et divers sujets historiques.

## Biographie
Il est né à Dublin, d'un père solliciteur irlandais. Il a fait ses études en Angleterre, à Rugby School à partir de 1903, puis à l'Université d'Oxford, où il a étudié l'histoire à partir de 1907. Il est entré à l'Indian Civil Service en 1911 et a été envoyé en Birmanie en 1912. Il a notamment été en poste à Sagaing. En 1917, l'armée de terre britannique recruta une brigade birmane, avec laquelle Collis se rendit en Palestine, mais il ne participa à aucun combat. En 1919, il prit un congé et voyagea en Europe.
Dans les années 1920, il fut commissaire de district en Arakan. En 1929-1930, à un moment où les relations entre les Birmans, les Indiens et les Britanniques étaient particulièrement difficiles, il était magistrat de district à Rangoon. Il raconte cette période dans son récit Trials in Burma (procès en Birmanie). Il y prête une particulière attention au procès politique de J. M. Sen Gupta, maire de Calcutta, accusé de sédition pour des discours impromptus faits lors d'une courte visite à Rangoon en 1930. Il commente également deux procès criminels ayant pris un sens politique parce qu'ils mettaient en lumière les attitudes sous-jacentes des marchands et des officiers britanniques à l'égard de la population birmane. Les jugements de Collis (selon son témoignage) étaient trop indépendants pour plaire au gouvernement britannique en Birmanie, lui attirant en particulier la désapprobation de son supérieur Booth Gravely, commissaire de la région de Pégou. Après avoir rendu son jugement dans le dernier de ces procès, Collis fut rapidement muté au poste de commissaire aux douanes.
De retour en Angleterre en 1934, il a écrit de nombreux livres, dont Siamese White et Foreign Mud, ainsi que d'innombrables articles de critique d'art et littéraire. À 67 ans il s'est tourné vers la peinture.
Ses deux frères cadets sont l'écrivain John Stewart Collis et son jumeau Robert Collis, célèbre pour ses études de la paralysie cérébrale.

## Œuvres

### Autobiographies
- The Journey Outward 1917-18
- Into Hidden Burma 1919-34
- Trials in Burma 1930-31
- The Journey Up (Reminiscences 1934-1968)

### Biographies
- Siamese White, 1947 (en français : Au service du roi de Siam, trad. d'Isabelle Landry, Jean-Claude Lattès 1991,  (ISBN 978-2-7096-1063-6))
- Cortés and Montezuma, 1955 (en français : Cortez et Montézuma, trad. de Jean-Paul Sarolea, Robert Laffont, 1956.)
- Raffles, Faber, Londres, 1966.
- Marco Polo
- The Grand Peregrination - Being the Life and Adventures of Fernão Mendes Pinto, 1949
- Nancy Astor - An Informal Biography, 1960
- Somerville and Ross - A Biography, Faber, Londres, 1968 ; sur Edith Somerville et Violet Martin (Martin Ross)
- Stanley Spencer - A Biography
- Wayfoong - The Hongkong and Shanghai Banking Corporation

### Histoire
- The Great Within, 1941
- The Land of the Great Image - Being Experiences of Friar Manrique in Arakan (Faber & Faber, London, 1943 1st edition) (New York: Alfred A. Knopf, 1943. First American Edition)
- The First Holy One
- British Merchant Adventurers, 1942
- Foreign Mud - Being an Account of the Opium Imbroglio at Canton in the 1830s and the Anglo-Chinese War That Followed, 1946 (en français : La Guerre de l'opium, trad. de Marc et François Laugier, Calmann-Lévy[2].)
- The Hurling Time, 1958
- Last and First in Burma

### Fiction
- She Was a Queen, 1938 (en français : Une reine, 1956, trad. de Gabrielle Ravailler, Collection La Méridienne, Gallimard.  (ISBN 2070216160).)
- The Mystery of Dead Lovers (with drawings by Cawthra Mulock)
- Quest for Sita
- Sanda Mala
- The Dark Door

### Théâtre
- The Motherly and Auspicious - Being the Life of the Empress Dowager Tzu Hsi in the Form of a Drama, with an Introduction and Notes, 1943
- White of Mergen

### Divers
- Lords of the Sunset - A Tour in the Shan States. Collis visita les États Shan, dans le nord de la Birmanie, durant l'hiver 1937, rencontrant de nombreux dirigeants locaux, assistant à des obsèques et suivant un procès pour meurtre.
- Alva Paintings and Drawings
- Lord of the Three Worlds